# Hufeisenform

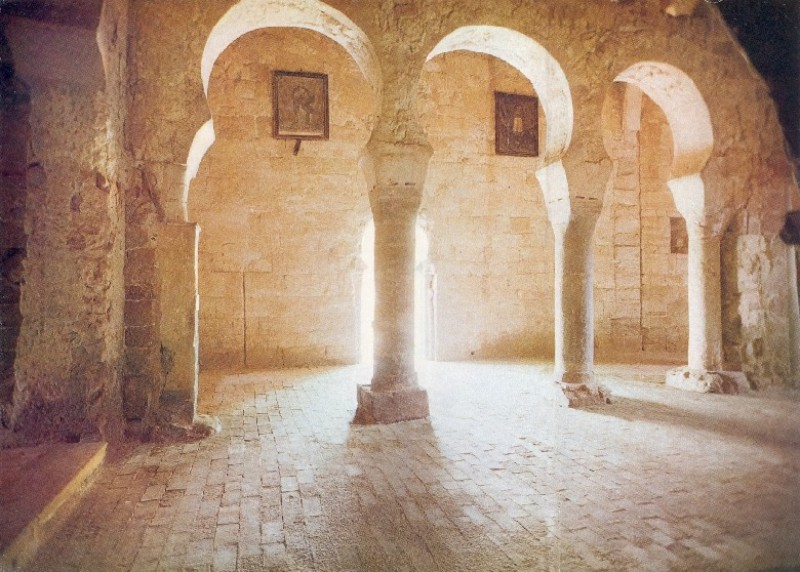
Hufeisenbogenfenster in der Kirche von S. Millan Cogolla

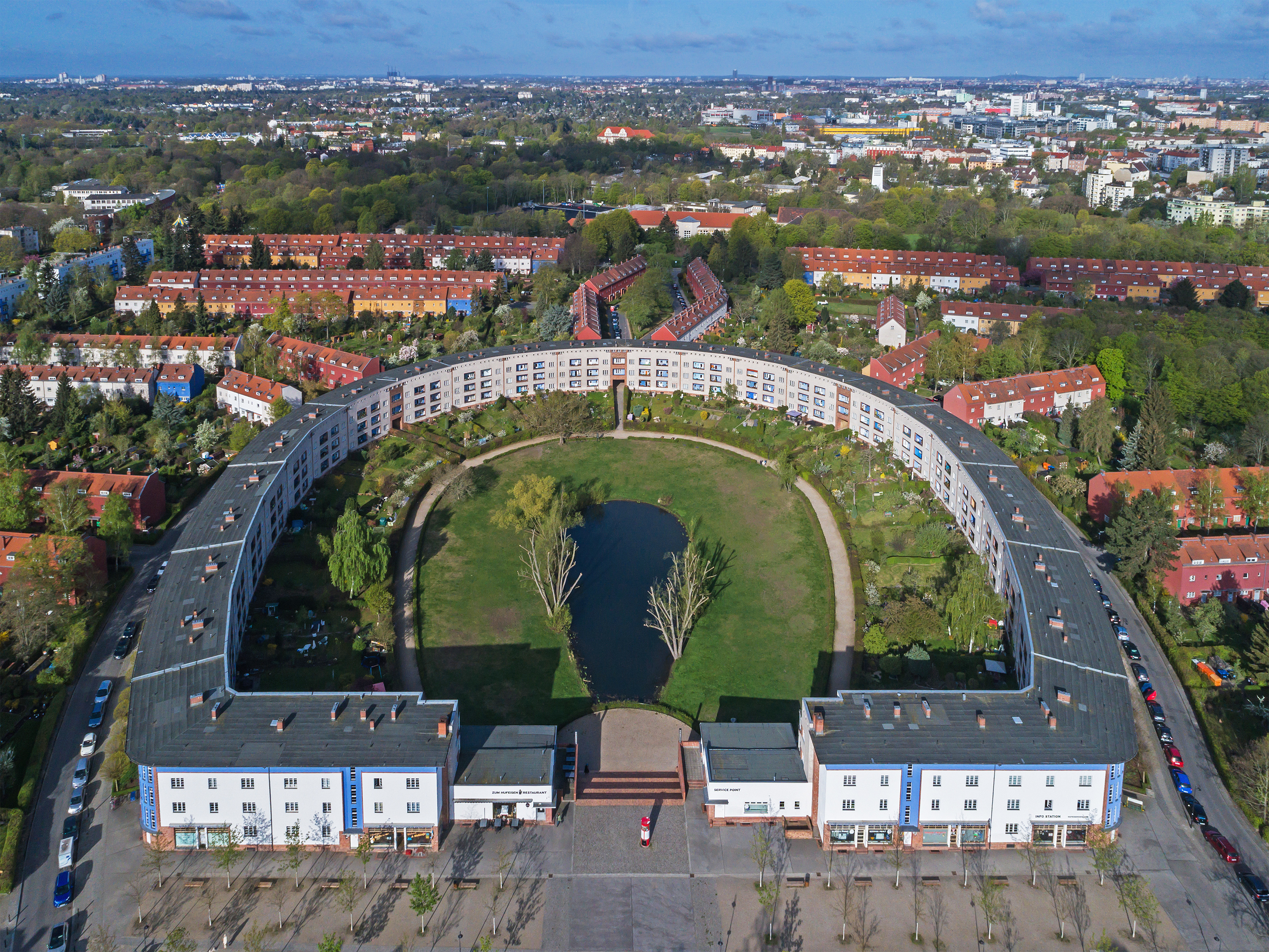
Berliner Hufeisensiedlung

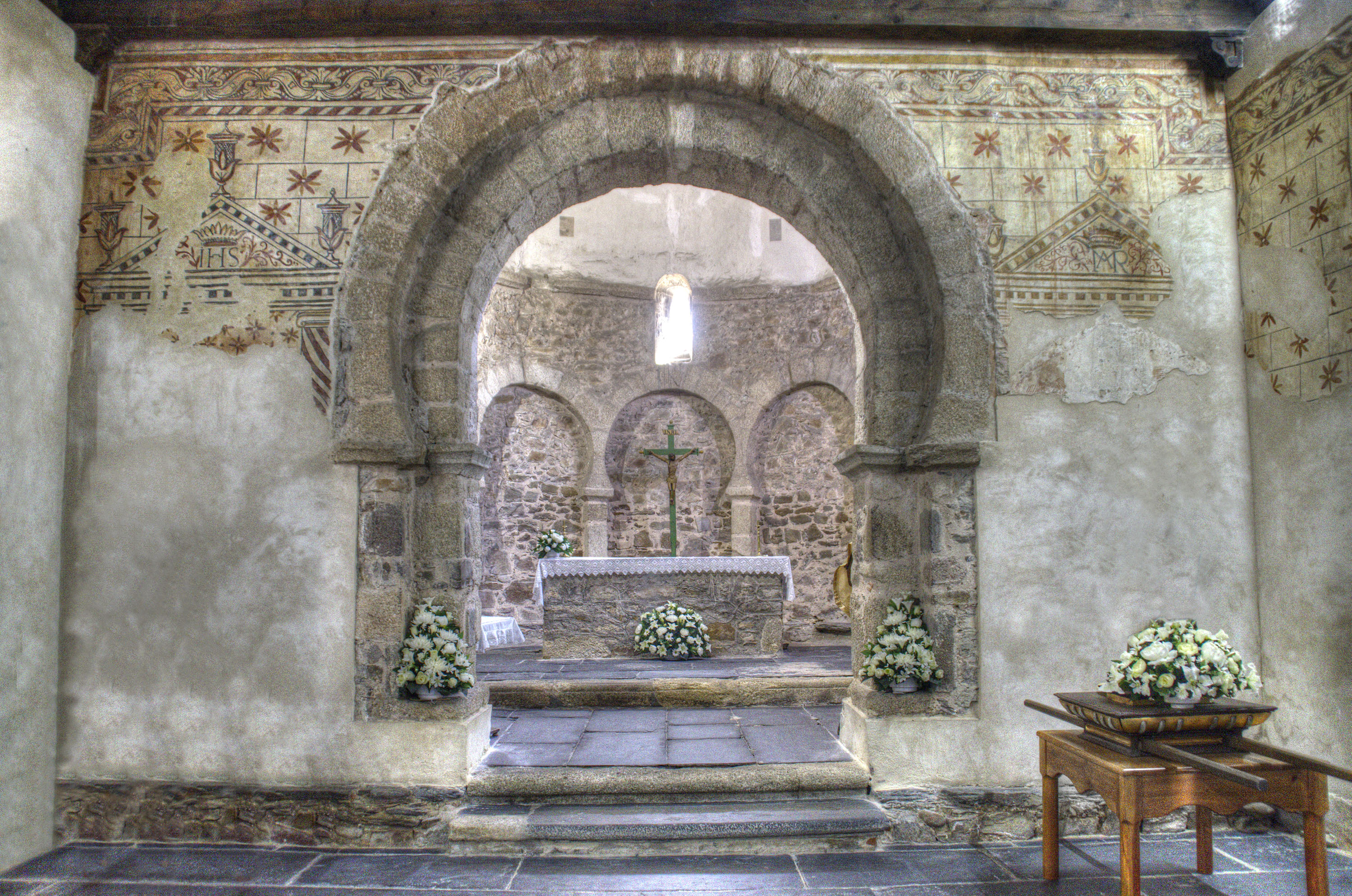
Die hufeisenförmige Apsis von der Kirche Santo Tomás de las Ollas

Hufeisenform ist eine Form, bei der die Länge der Öffnung ungefähr zwischen ein Drittel oder ein Viertel eines Kreisumfangs beträgt. Sie ähnelt deshalb einem Hufeisen.
Die Form wird mitunter auch als Schlüsselloch, Omegaförmig oder mondähnlich beschrieben. Am häufigsten kommt sie bei dem namensgebenden Pferdebeschlag vor. Darüber hinaus ist sie in der westgotischen sowie islamischen Architektur als Bogenform verbreitet. Auch die Fenster können die Hufeisenform aufweisen, als solche kommen sie bei indischen Tempeln vor. Werden die Fenster nicht zur Lichtführung konzipiert, so dienen sie als dekoratives Element. Ein weiteres Einsatzfeld ist die Nutzung dieser Form im Grundriss von Bauten. Hier gibt es seit der Antike verschiedene Funktionen, die einer Hufeisenform zugeschrieben werden. Sie kommen beispielsweise in Hispanien bei der zivilen Architektur, Grabarchitektur, Höhlenarchitektur sowie in der Kirchenarchitektur vor. Die Form wird auch bei modernen Bauten, so etwa bei der Gestaltung von Opernhäusern verwendet. Die Bühne von Opéra Garnier in Paris oder der Zuschauerraum von Musiktheater im Revier in Gelsenkirchen-Schalke ist beispielsweise in dieser Form gestaltet. Darüber hinaus gibt es Siedlungen, die sich in ihrem Konzept an dieser Form orientieren, wofür die Berliner Hufeisensiedlung oder Wohnsiedlung Kirchmöser-Ost genannt werden kann.